# Shocked
Shocked – popowa piosenka australijskiej piosenkarki Kylie Minogue, autorstwa producenckiego trio Stock, Aitken & Waterman. Została wydana jako czwarty i ostatni singel z albumu Rhythm of Love.